# Альмог, Рут
Рут Альмог (ивр. רות אלמוג‎, родилась 15 мая 1936 года в Петах-Тикве, Израиль) — израильская писательница, жена израильского поэта и прозаика Аарона Альмога. Пишет на языке иврит.

## Биография
Родилась 15 мая 1936 года в Петах-Тикве в семье эмигрантов из Германии. Её родители были врачами. Училась в религиозной школе, где в младших классах её учителем была дочь Агнона. Изучала филологию и литературу в Тель-Авивском университете. В 1967 году после опубликования своего первого рассказа Рут Альмог начала работать в газете «Ха-арец» (ивр. "הארץ"‎). Там она долгое время писала рецензии на произведения мировой литературы, ещё не переведенные на иврит. В «Ха-арец» Рут Альмог работает и по сей день.
Рут Альмог написала много книг как для детей, так и для взрослых.
Внимание в рассказах Альмог приковано к женской личности, неудавшейся судьбе женщины. Сама она определяет направление своего литературного творчества как тикун оманути (ивр. תיקון אומנותי‎), то есть коррекция жизни путём искусства. В 1993 году она выпустила одноименный сборник рассказов.

## Переводы произведений
Произведения Рут Альмог были переведены на английский, китайский, немецкий, голландский, итальянский, сербский, арабский, русский, и др.

## Произведения на русском языке
- рассказ «Бойкое местечко»
- рассказ «Миша» и статья Зои Копельман
- рассказ «Лошади»